# Premio Hubert Reeves
El Premio Hubert Reeves es un premio literario creado en 2011 por la Asociación de Comunicadores Ciencia Quebec (ACS) en honor astrofísico y divulgador científico francés canadiense Hubert Reeves. Este premio reconoce el autor (s) canadiense (s) de un libro de divulgación científica escrita en francés y publicada en Canadá ya sea ciencias duras o ciencias aplicadas, las ciencias humanas o la tecnología o un dominio correspondiente de la historia de la ciencia o la ética de la ciencia o aspecto relevante relativo a las cuestiones sociales. Presentado en la Reunión Anual de la ACS en Montreal, premio Hubert Reeves reconoce la calidad literaria y la precisión de los contenidos del libro, además de la evaluación de la "influencia potencial sobre el enriquecimiento de la cultura científica en Canadá.